# Stupendemys
Stupendemys — вымерший род бокошейных черепах. Включал 2 вида. Существовал 6 млн лет назад, начиная с позднего миоцена в северной части Южной Америки. Их ископаемые были обнаружены в Венесуэле и Бразилии. Вымерли в начале плиоцена.

## Внешний вид и строение
Это были крупнейшие пресноводные черепахи в истории Земли. Общая длина панциря достигала 2,3—2,4 м в длину и 1,9 м в ширину, при весе от 600—800 кг до 2 т. Есть сведения о панцире длиной 3,3 метра и шириной 2,18 м, что указывает на общую длину черепахи в 5,25 м, а вес в целых 6 тонн, и делает ступендемиса крупнейшей известной науке черепахой, превышающей по размерам даже архелона. Голова была довольно массивная и широкая. Имели мощные конечности с плавательными перепонками и длинный хвост.

## Образ жизни
Большой размер помогал ступендемису оставаться под водой в течение продолжительного периода времени. С другой стороны, он скорее всего был плохим пловцом, неспособный переместить свое тело против стремительного потока, и поэтому предпочитал населять озера, поймы и болота, а также реки с медленным течением. Питался рыбой, крупными беспозвоночными, растительностью и падалью.
Окаменелости ступендемиса были найдены в одном месте со множеством других организмов. Среди водных животных, которые разделяли среду обитания с Stupendemys souzai были рыбы, в том числе представители родов Phractocephalus, Callichthyidae, Acregoliath rancii и A. tambaqui, Lepidosiren paradoxa, Paleohoplias assisbrasiliensis, пресноводные скаты и акулы. Были весьма разнообразны и крокодилы, в том числе Charactosuchus fisheri, представители родов Gryposuchus, Mourasuchus и гигантский суперхищник Purussaurus brasiliensis, который мог даже охотиться на ступендемисов. Другие черепахи, обитавшие в этой местности, это Chelus columbiana и представители рода Chelonoidis. Другие водные позвоночные включали речных дельфинов и птицу «Anhinga» fraileyi. Наземная фауна также была многочисленной, включая в себя большое количество крупных травоядных млекопитающих: наземного ленивца Urumacotherium campbelli, представителей семейств Toxodontidae (например, рода Gyrinodon и Trigodon), Proterotheriidae и грызунов из группы Caviomorpha, некоторые из которых также имели огромный размер (например, Kiyutherium, Neoepiblema, Phoberomys burmeisteri, Potamarchus murinus, Telicomys amazonensis и Tastrastylus). Меньшие млекопитающие этих мест — паукообразная обезьяна Stirtonia и летучая мышь Noctilio lacrimaelunaris.
В целом, в этой фауне преобладали крупные травоядные животные и почти отсутствовали крупные наземные хищники. Таким образом можно предположить, что эта среда обитания предоставляла собой сезонно затопляемый низменный тропический лес.

## Виды
- † Stupendemys geographicus
- † Stupendemys souzai